# Hércules (1754)
El Hércules fue un navío de línea de la Real Armada Española, construido en los Reales Astilleros de Guarnizo con un porte de 70 cañones nominales, repartidos en dos cubiertas. De acuerdo con el sistema de clasificación británico, el buque quedaba categorizado como navío de tercera clase.

## Construcción
El barco se encargó en marzo de 1753 en Guarnizo, donde se colocó la quilla en marzo de 1754. El barco se botó a finales de 1754 o principios de 1755 y se puso en servicio en 1756.
Fue fabricado mediante el sistema de construcción inglés de Jorge Juan, que comenzó al llegar a los Reales Astilleros de Guarnizo (Cantabria) el diseñador británico David Howell, siendo responsable (o asentista) Juan Fernández de la Isla de las obras según un contrato firmado en 1753 para la construcción de una segunda serie de cuatro navíos de 70 cañones, constituyendo la subclase Hércules de la clase Serio los navíos Hércules y Contento, más los buques Diligente y Dominante que quedaron en situación de embargo y pendiente de conclusión, sufriendo un retraso considerable en su construcción, que se alargó hasta 1759, siendo renombrados estos últimos como Príncipe y Victorioso.
El retraso fue debido a acusaciones de fraude y estafa durante su periodo de construcción, la misma errática y llevada al azar, al igual que la de su gemelo Contento.

## Historial
El 5 de diciembre de 1756 el barco partió de Cádiz con el Contento rumbo a Cartagena. El buque tuvo una corta vida útil y en fecha tan temprana como el 4 de julio de 1761 fue eliminado de la lista de registro naval por su mal estado de conservación, siendo ordenado finalmente su desguace el 11 de julio de 1761, sin llegar a destacar en ningún hecho reseñable. Otras fuentes apuntan a que fue excluido del servicio activo en 1759. Gervasio de Artiñano alarga la fecha de su desguace hasta 1770.